# Bologna Football Club 1909
El Bologna Football Club 1909 es un club de fútbol de Italia, de la ciudad de Bolonia, en la región de Emilia-Romaña. Juega en la Serie A desde la temporada 2015-16, el nivel más alto del sistema de ligas del fútbol italiano. Sus colores característicos son el rojo y el azul, y la camiseta cuenta con franjas verticales alternadas de los mismos colores. Desde 1927, el equipo disputa sus encuentros en el Estadio Renato Dall'Ara, nacido como Estadio Littoriale y llamado desde el período de posguerra hasta 1983 como Estadio Comunale, el cual puede albergar a 36 462 espectadores.
El club fue fundado el 3 de octubre de 1909 por Emilio Arnstein, cayó en bancarrota en 1993 y se reconstituyó a nivel de sociedad con el nombre actual luego de haber adquirido nuevamente los derechos y el título deportivo de la asociación anterior. Con la participación en 73 campeonatos de la Serie A de un total de 88 desde que se disputa a grupo único, el Bologna se ubica en el noveno lugar en la clasificación histórica de la máxima división italiana, que tiene en cuenta las apariciones totales en el campeonato; contando las 16 apariciones en las ligas de la máxima categoría antes de que disputara a grupo único, divididas en Prima Categoria, Prima Divisione y Divisione Nazionale, Bologna cuenta con 89 apariciones en la máxima categoría nacional en total. Según la Federación Italiana de Fútbol, es el club con la octava mejor tradición deportiva en Italia.
El equipo cuenta con 7 títulos de campeón de Italia, tres títulos de Copa Italia (rompiendo una racha de 51 años sin títulos en 2025) y una Copa de la Alta Italia. A nivel internacional, el Bologna fue el primer club italiano en ganar un trofeo continental, la Copa de la Europa Central en 1932; cuenta con 3 Copas Mitropa, un récord italiano en la competencia, y una Copa Intertoto. Con la conquista del Torneo Internacional de l'Expo Universal de París 1937, la escuadra se estableció como uno de los mejores equipos en el panorama de la Europa continental. El Bologna tiene el récord singular de dos títulos de liga ganados en una final de definición: uno contra el Torino en 1929 y otro contra el Inter de Milán en 1964.

## Historia
El Bologna Football Club fue fundado en 1909 como una «sección de ejercicios deportivos al aire libre» del Circolo Turistico Bolognese, por iniciativa de Emilio Arnstein y bajo la presidencia del suizo Louis Rauch. El club se unió a los campeonatos organizados por la Federación Italiana de Fútbol desde la temporada 1910-11, y se convirtió en uno de los protagonistas de la liga italiana a principios de los años veinte, bajo la dirección del entrenador profesional austríaco Hermann Felsner.

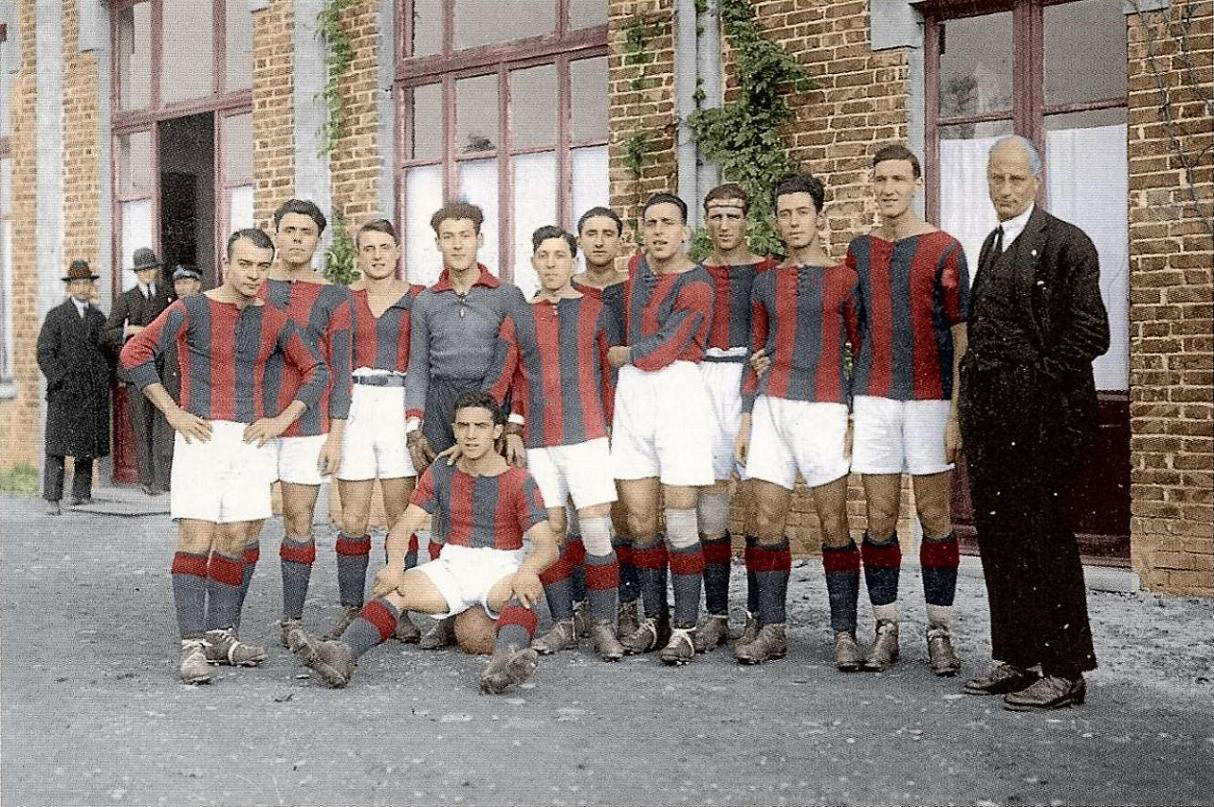
Formación del Bologna en la temporada 1924-25.

El equipo ganó su primer campeonato italiano en la temporada 1924-25 al derrotar al Genoa después de cinco partidos en la final de la Liga del Norte y al Alba Roma en la final, en lo que la prensa llama el Scudetto delle pistole. Entre finales de la década de 1920 y principios de la década de 1930, según muchos expertos, el equipo fue uno de los equipos más fuertes y exitosos del mundo: Bologna volvió a ganar el campeonato italiano en 1929 y dos veces en la Copa de la Europa Central (1932 y 1934) —único equipo italiano que ganó el trofeo bajo esta denominación—, con jugadores como Mario Gianni, Felice Gasperi, Bernardo Perin, Giuseppe Della Valle y Angelo Schiavio. En 1934, Renato Dall'Ara asumió la presidencia del equipo.
El ciclo de éxitos del equipo continuó en los años 1930 y principios de 1940 con las victorias de otros cuatro campeonatos nacionales (1936, 1937, 1939 y 1941) y del Torneo de la Exposición en París, luego de vencer al Chelsea por 4 a 1; con este partido el Bologna se convirtió en el primer equipo italiano en derrotar a un equipo inglés en un torneo internacional. Ese grupo, liderado por Árpád Weisz primero y luego por Felsner nuevamente, se hizo conocido como «el escuadrón que hace temblar al mundo». En los años siguientes, el Bologna se posicionó con frecuencia detrás de los equipos del eje Milán-Turín. En la temporada 1945-46 también ganó la Copa de la Alta Italia. Con el final del ciclo de victorias y la llegada de los años cincuenta, el conjunto emiliano permanecieron en la máxima división sin lograr levantar trofeos y en la parte inferior de la clasificación en las distintas temporadas. En la década siguiente, Giacomo Bulgarelli comenzó a jugar, convirtiéndose en un símbolo del club.

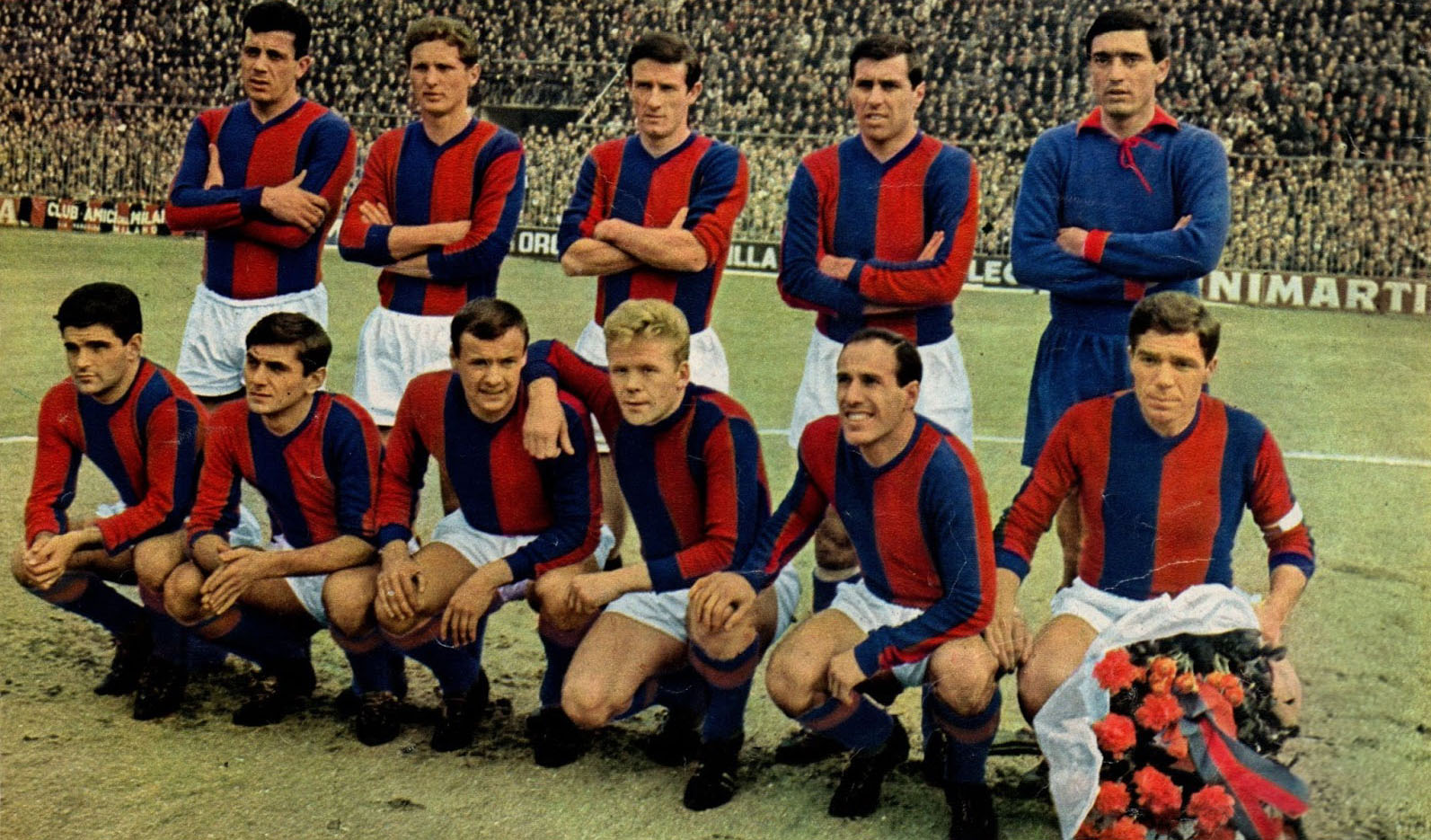
Formación del Bologna en la temporada 1963-64.

Durante el campeonato de la temporada 1963-64, cinco jugadores del Bologna —Pavinato, Fogli, Tumburus, Perani y Pascutti— dieron positivos a un control antidopaje realizado un mes antes durante el partido contra el Torino. Los jugadores, el entrenador y el médico Poggiali fueron suspendidos por 18 meses y el club penalizado por tres puntos. Sin embargo, los contraanálisis demostraron la inocencia de los miembros: se devolvieron los tres puntos y se cancelan las suspensiones, lo que permitió al equipo alcanzar en la cima de la tabla de posiciones al Inter de Milán. El campeonato finalizó con los dos equipos emparejados en primer lugar: por primera vez se necesitó un desempate, que fue jugado en Roma. Unos días antes, el presidente Dall'Ara murió de un ataque al corazón, mientras las conversaciones con Angelo Moratti, presidente del Inter, sobre los detalles para el desempate se encontraban en marcha. El Bologna ganó la final por 2 a 0, consiguió su séptimo campeonato y pudo participar por primera vez en la Copa de Campeones de Europa.
De forma posterior, el club alternó entrenadores y presidentes hasta que Edmondo Fabbri llevó al Bologna a los títulos de la Copa Italia y la Copa de la Liga anglo-italiana, ambos conquistados en 1970. Cuatro años después, el club venció al Palermo en definición a penales y ganó su segunda Copa Italia. A principios de los años ochenta, el equipo fue protagonista de un doble descenso hasta llegar a la Serie C1, alternando entre la primera y la segunda división a finales de los ochenta y principios de los noventa. En 1993, el Bologna, nuevamente en la Serie C1, se declaró en quiebra y fue refundado bajo el nombre de Bolonia Football Club 1909. El club consiguió un rápido ascenso doble que hizo que el club volviera a la Serie A y a las competiciones europeas, con figuras como Roberto Baggio y Giuseppe Signori: durante la temporada 1998-99 ganó la Copa Intertoto y alcanzó las semifinales de la Copa Italia y la Copa de la UEFA.
Entre 2000 y 2010, el Bologna descendió dos veces a la Serie B, sin embargo, unos años más tarde volvió a la máxima categoría. En 2014, Joey Saputo se convirtió en el cuarto presidente extranjero en la historia del Bologna. El canadiense comenzó muchas renovaciones corporativas y estructurales relacionadas, entre otras cosas, con el centro de entrenamiento y el estadio, que cuenta con un completo plan de renovación.
El 12 de mayo de 2024, tras la derrota de la AS Roma contra el Atalanta por 2-1, el equipo consigue entrar matemáticamente en Champions League por primera vez en 60 años a las órdenes de Thiago Motta, y 24 años después de su última clasificación europea.
El 4 de febrero de 2025, dirigidos por Vincenzo Italiano, vence al Atalanta por 0-1 con gol de Santiago Castro en Copa Italia y consiguen avanzar a semifinales del certamen por primera vez desde 1999.
El 25 de abril de 2025 vencen al Empoli F.C por un parcial de 5-1 y consiguen llegar a la Final de la Copa Italia  por primera vez desde 1974.
El 14 de mayo de 2025 vencen al AC Milan por gol de Dan Ndoye, consiguiendo la clasificación automática a su 1° Europa League en 26 años  y obteniendo de esta forma su 3º Copa Italia y la obtención de un título 51 años después.

## Presidentes
Un total de 35 presidentes, incluidos los honorarios y un comisario extraordinario, se han turnado al timón del Bologna. El primer presidente del club fue Louis Rauch, parte de los fundadores del equipo. Desde junio de 2015, el presidente del Bologna es Joey Saputo.

## Símbolos

### Himno
El primer himno del Bologna se remonta a los años 1930. Se sabe muy poco acerca de esta canción, que se descubrió por casualidad en 2011.

### Mascota
En los primeros años de la historia del equipo no existió una mascota asociada con el Bologna. Más tarde, los aficionados decidieron adoptar la figura del Balanzón, personaje de la comedia del arte.

## Uniforme
La primera camiseta del Bologna, en 1909, era a mitades verticales roja y azul, reproduciendo el distintivo del colegio suizo Wiget auf Schönberg de Rorschach. En 1910 el club se separó del Circolo Turistico Bolognese y las camisetas se modificaron a franjas verticales de los mismos colores. Este tipo de diseño se mantuvo sin cambios a lo largo del tiempo, a excepción de la variación anual del ancho de las franjas.
Una excepción importante fue la de 1925: en ese año, el Bologna ganó su primer campeonato con una inédita camiseta verde. Este uniforme fue elegido por el gerente Enrico Sabattini, imitando al del Rapid de Viena. En realidad, el cambio de uniforme también fue sugerido por el calor, que en esos días de junio se hizo sentir particularmente; la nueva camiseta, por lo tanto, era de algodón ligero de color verde oscuro, con bordes y pantalones negros.
En las décadas siguientes, el color verde alternó con el blanco como segundo uniforme. Su último uso data de los años ochenta. En 1934, el uniforme verde fue usado por el Sampierdarenese en una promoción contra el Bari en el campo neutral de Bolonia: los ligures, de hecho, jugaron con un conjunto de camisetas verdes donadas por el presidente del Bologna Dall'Ara, dado que ambos equipos tenían previsto presentarse en uniforme blanco. A finales de los años 1990 la primera camiseta sufrió algunas modificaciones, como en las temporadas 1998-99 y 1999-00 cuando las franjas rojiazules más laterales se ramificaban desde el cuello a nivel de los hombros. En la temporada 2000-01 se adoptó un diseño mitad rojo y mitad azul, con detalles en blanco.
En los años siguientes se introdujo la tercera camiseta, destinada a usarse en competiciones europeas. Esta camiseta presenta generalmente un fondo amarillo o dorado con detalles en rojo y azul. En la temporada 2011-12, se eligió un color celeste para la tercera equipación, en homenaje a la selección de Uruguay, ganador de la Copa América la temporada anterior.
| Primero | Ver evolución | Actual |

## Infraestructura

### Estadio
El primer estadio donde el Bologna jugó fue el Prati di Carpara —en los jardines homónimos en la periferia de la ciudad— que corresponde al área donde se encuentra el Hospital Mayor de Bolonia. Este lugar se utilizó durante un año, hasta 1910, cuando el equipo fue obligado a cambiarlo para adaptarse a la Prima Categoria. De 1910 a 1913, el club disputó sus encuentros como local en el campo de Cesoia, una cancha con cercas de madera y vestuario para los deportistas. Debido a una irregularidad de las tribunas de madera, el conjunto rojiazul fue desalojado y, en consecuencia, obligados a cambiar el lugar de juego.

### Centro de entrenamiento
El Bologna entrena desde 1976 en la zona de Casteldebole.

## Afición

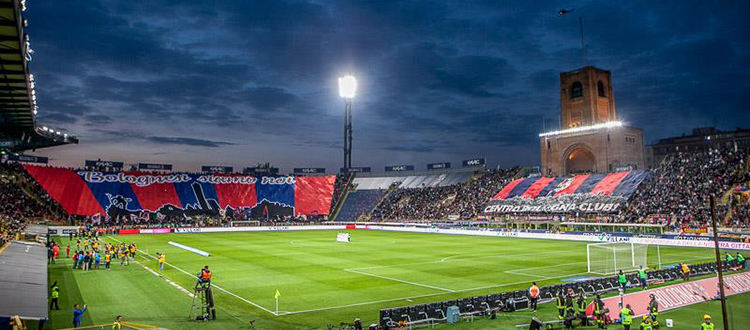
Tifo de los aficionados del Bologna en el Estadio Renato Dall'Ara en la temporada 2016-17.

Las primeras aglomeraciones no de verdaderos fanáticos, sino de espectadores, comenzaron a formarse desde el primer campeonato disputado entre 1910 y 1911, en donde en promedio se juntaban unas 500 personas. Los primeros grupos organizados datan de 1974, con la aparición del grupo Bologna Commandos, que por casi cinco años se mantuvo como el único grupo organizado para apoyar a los rojiazules.
Para los encuentros disputados como local, la hinchada organizada se reúne en la tribuna norte del estadio, nombrada en honor a Giacomo Bulgarelli desde 2009. Este sector se llamaba anteriormente Andrea Costa, por el nombre de la calle que daba a ese lado del estadio.
Según la encuesta realizada en 2010 por el Istituto Demos & Pi y publicada en La Repubblica, el Bologna es el octavo equipo por número de aficionados en Italia, con un total de 1,7 % de preferencias.

### Amistades y rivalidades

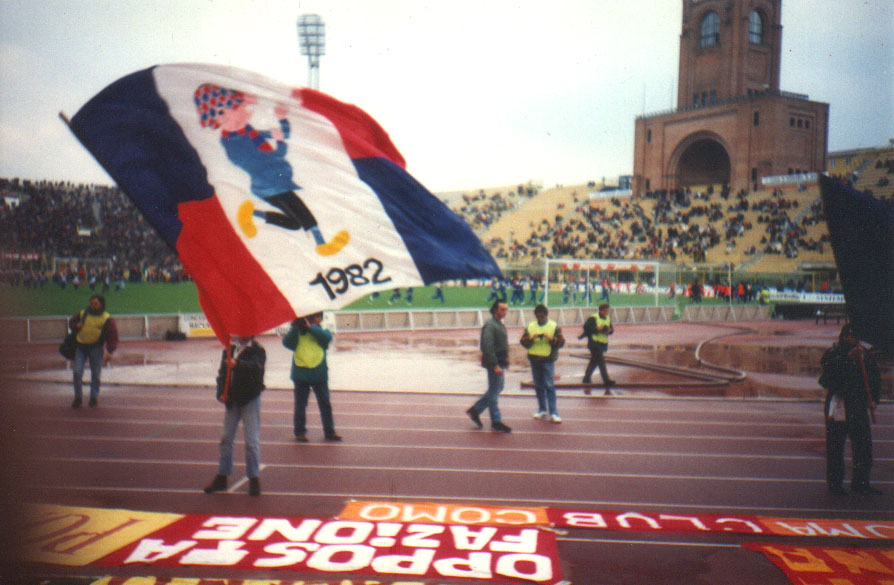
Amistad con la hinchada de la Roma en 1991.

La única amistad reconocida por toda la hinchada del Bologna, aunque realizada por los grupos de Forever Ultras y Freak Boys, es con los seguidores organizados del Ravenna que nació en los años 1980. Forever Ultras y Freak Boys también tienen amistad desde 2008 con los simpatizantes del Bochum alemán y con el grupo del Viareggio Ultras Figthers Viareggio desde 2005. Los grupos Mai Domi y Settore Ostile son los que tienen más amistades: las más notables son aquellas con el grupo E.A.M. de la Nocerina y con los partidarios organizados del Siena y Avellino. Desde 1990 hay una rivalidad con la SPAL, pero existe un vínculo entre los grupos Mods y Vecchio Astra Spal. En los años 1980 y 1990, las amistades fueron mucho más numerosas: las más fuertes fueron aquellas con el Milán, la Roma y el Napoli, con quienes ahora hay una acalorada rivalidad.
La mayor rivalidad del Bologna es con la Fiorentina, con quien disputa el derbi de los Apeninos. La rivalidad empeoró después de los incidentes del 18 de junio de 1989, cuando el tren con los fanáticos emilianos con destino a Toscana sufrió una emboscada cerca de la estación en Florencia, que culminó con el lanzamiento de una mólotov que explotó dentro de un vagón, lo que causó la lesión de varios hinchas del Bologna y la desfiguración de un menor. La segunda mayor rivalidad es con el Parma, con quien disputa el derbi de Emilia. Además de los casos antes mencionados de Roma, Milan y Napoli, otras rivalidades que se sienten de manera similar son aquellas con los hinchas del Modena, Cesena, Sampdoria, Hellas Verona, Torino, Inter de Milán y Olympique de Marsella, luego de graves incidentes entre los aficionados que ocurrieron durante el partido de ida de la semifinal de la Copa de la UEFA en Marsella, y en el partido de vuelta jugado en Bolonia, en el que participaron muchos jugadores, entrenadores y aficionados de ambos equipos, lo que costó la eliminación de los rojiazules de la competencia. Con la Juventus, la rivalidad está relacionada especialmente con el caso Calciopoli, que penalizó a Bolonia hasta que fue relegado a la Serie B. En los últimos años, la rivalidad se vio reforzada por algunas declaraciones del expresidente del Bologna Giuseppe Gazzoni Frascara.
A lo largo de los años también se cuentan rivalidades con los seguidores del Brescia, Atalanta, Spezia, Cagliari, Núremberg y Livorno.

## Datos del club

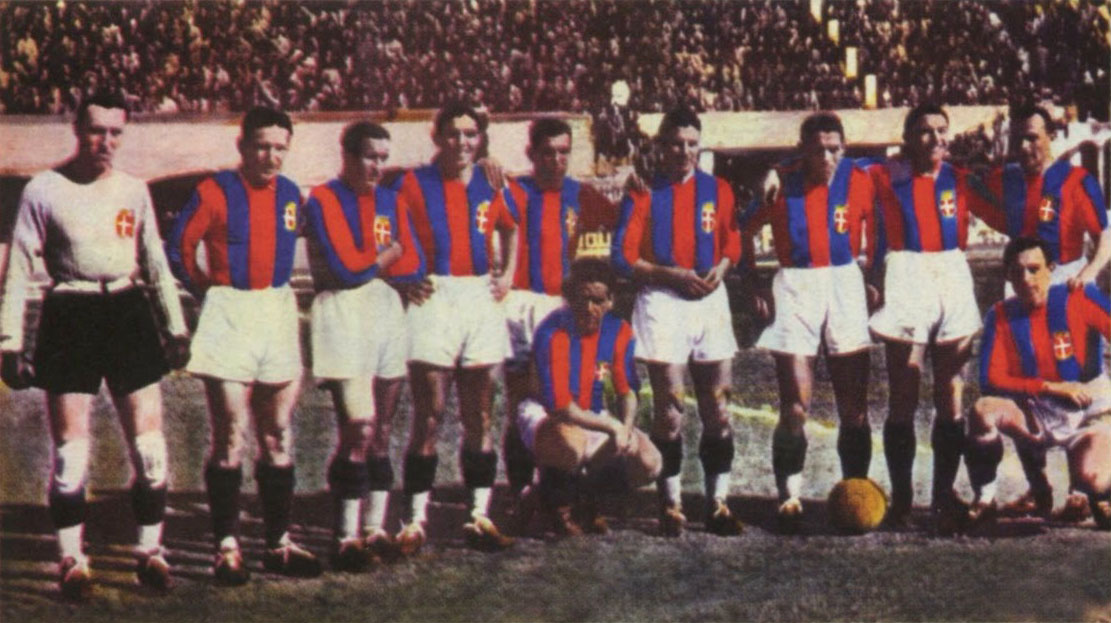
El Bologna de la temporada 1937-38, campeón vigente de Italia.

El Bologna disputó 104 temporadas deportivas a nivel nacional, participando en 73 campeonatos profesionales de la Serie A de un total de 88 temporadas, 12 campeonatos de la Serie B y 3 de la Serie C. Al contar también los campeonatos antes de que fueran disputados en un grupo único, las temporadas que estuvo el Bologna en la máxima categoría son 89. El equipo logró el campeonato italiano en 7 oportunidades, el segundo puesto en 6 ediciones y el tercer puesto en 7. Gracias a estos números, el equipo se encuentra en el noveno lugar en la clasificación histórica. A nivel de copa, el Bologna participó en 76 torneos, incluidas 72 de las 73 ediciones de la Copa Italia, que conquistó en la temporada 1969-70 y cuatro temporadas más tarde en la temporada 1973-74. El club también participó en 3 ediciones de la Copa Italia de la Serie C, en las temporadas respectivas en las que participó en la Serie C1. En la única edición de la Copa de la Alta Italia también se alzó como el campeón.
La victoria del campeonato con la mayor diferencia fue un 14 a 0 contra el Udinese, en la temporada 1922-1923. La derrota más clara fue un 8 a 2 contra la Lazio, récord fue igualado en otras ocasiones que fue derrotado con una diferencia de 6 goles: contra el Inter de Milán en 1989, contra el Milan en 1991, nuevamente contra la Lazio en 2013, y dos veces contra el Napoli (2016 y 2017).
El Bologna también cuenta con 32 apariciones en competencias a nivel internacional, de los cuales una corresponde a la Copa de Campeones de Europa/Liga de Campeones, y 4 a la Copa de la UEFA/Liga Europa. La competición europea que cuenta con más presencias es la Copa Mitropa con 8 apariciones, que es además el torneo internacional con más títulos ganados por el equipo. Además de estos trofeos, el club cuenta con el Torneo Internacional de la Expo Universal en París, una Copa de la Liga anglo-italiana y una Copa Intertoto. La última vez del Bologna en una competición importante a nivel internacional fue en la temporada 1999-00 de la Copa de la UEFA. En la clasificación de clubes italianos en competiciones internacionales, ocupa el puesto 11 de 24.

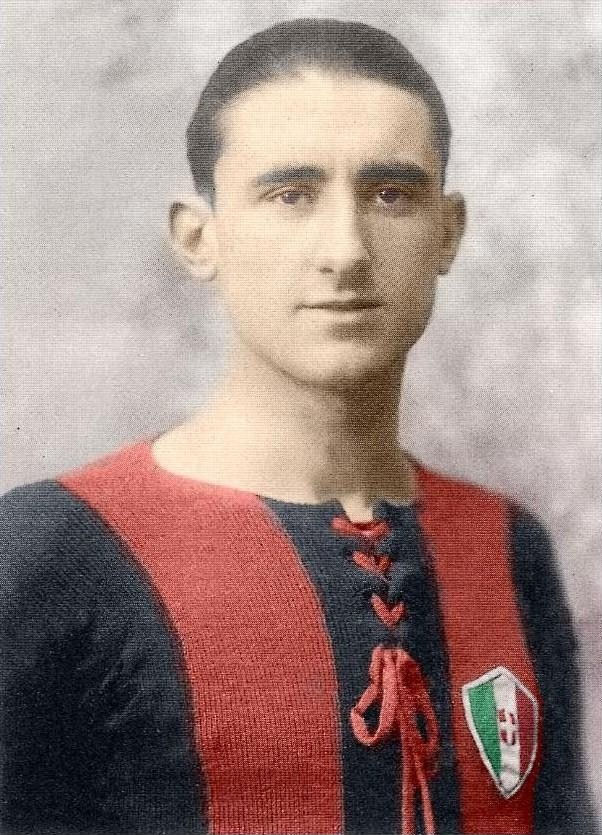
Angelo Schiavio, máximo goleador del club, con 251 anotaciones.

El jugador con más presencias en la historia del Bologna es Giacomo Bulgarelli, quien posee el récord con 486 presencias, divididas entre la Serie A (391), —récord al contar esta categoría— copas nacionales (56) y competiciones europeas (40), mientras que el segundo con más presencias es Tazio Roversi, que cuenta con 459. Roversi es también el futbolista con más apariciones en copas nacionales (80) seguido de Franco Cresci (73) y Giuseppe Savoldi (57). En cuanto a las competiciones europeas, el poseedor del récord es Marino Perani (42), seguido de Francesco Janich (41).
En cuanto a los goles convertidos, el récord absoluto pertenece a Angelo Schiavio (251), seguido de Carlo Reguzzoni (168). En la Serie A, el líder es Reguzzoni con 145, seguido de Ezio Pascutti con 130. En las copas nacionales, Giuseppe Savoldi es el que más anotó (27), seguido por Gino Cappello (21). Harald Nielsen es el goleador en competiciones europeas con 19 goles, por delante de Reguzzoni (18).

## Palmarés

### Torneos nacionales
| Competiciones nacionales         | Títulos                                                        | Subcampeonatos                      |
| -------------------------------- | -------------------------------------------------------------- | ----------------------------------- |
| Primera División de Italia (7/4) | 1924-25, 1928-29, 1935-36, 1936-37, 1938-39, 1940-41, 1963-64. | 1926-27, 1931-32, 1939-40, 1965-66. |
| Copa de Italia (3/0)             | 1969-70, 1973-74, 2024-25                                      |                                     |
|                                  |                                                                |                                     |
| Segunda División de Italia (2/1) | 1987-88, 1995-96.                                              | 2007-08.                            |
| Tercera División de Italia (1/1) | 1994-95.                                                       | 1983-84.                            |

### Torneos internacionales
| Competiciones internacionales | Títulos | Subcampeonatos |
| ----------------------------- | ------- | -------------- |
| Copa Intertoto (1/1)          | 1998.   | 2002.          |

- Semifinal Copa de la UEFA  (1): 1998-99.

### Torneos internacionales amistosos
- Copa Mitropa (3): 1932, 1934, 1961.
- Copa de la Liga anglo-italiana (1): 1970
- Tournoi international de l'Exposition Universelle de Paris (1): 1937.[18]
- Torneo Repubblica di San Marino (1): 2000